# František Šterc
František Šterc (Šlapanice, 27 de janeiro de 1912 - 31 de outubro de 1978) foi um futebolista checo que atuava como atacante.

## Carreira
František Šterc fez parte do elenco da Seleção Checoslovaca de Futebol, na Copa de 1934. 

## Títulos
- Copa do Mundo: Vice - 1934